# Andrew Garfield
Pour les articles homonymes, voir Garfield.
Andrew Garfield est un acteur britanno-américain, né le 20 août 1983 à Los Angeles (Californie).
Il remporte le British Academy Television Award du meilleur acteur pour son rôle dans le film anglais Boy A (2007) avant d'être révélé au public international par le premier rôle masculin du drame indépendant Never Let Me Go et un second rôle dans le biopic The Social Network.
Entre 2012 et 2014, il reprend le rôle de Spider-Man dans deux films, succédant ainsi à l’acteur Tobey Maguire.
À partir de l'année 2016, l'acteur se tourne vers des films plus académiques et plus tragiques. Il interprète le soldat Desmond Doss qui refuse d'utiliser les armes pour combattre l'ennemi japonais dans Tu ne tueras point du réalisateur Mel Gibson qui lui vaudra une nomination à l’Oscar du meilleur acteur, avant d'être la vedette de plusieurs œuvres comme Silence (2017), Breathe (2017), Dans les Yeux de Tammy Faye (2021).
Sa performance dans la comédie musicale Tick, Tick... Boom! diffusée sur Netflix en 2021 lui vaut le Golden Globe du meilleur acteur dans un film musical ou comédie et une nomination aux  Oscars 2022 pour l’Oscar du meilleur acteur. En 2021, il fait une apparition remarquée dans Spider-Man : No Way Home.

## Biographie
Andrew Russell Garfield est né le 20 août 1983 à Los Angeles (Californie, États-Unis), d'une mère anglaise de l'Essex et d'un père américain de Californie,. Sa famille déménage au Royaume-Uni un an après sa naissance, dans la région de Surrey.
Il intègre la City of London Freemen's School (en) d'Ashtead, une école renommée pour ses cours de théâtre et de musique. il rentre ensuite à la Central School of Speech and Drama, une école d'art dramatique où il obtient son diplôme en 2004.

### Carrière

#### Révélation britannique

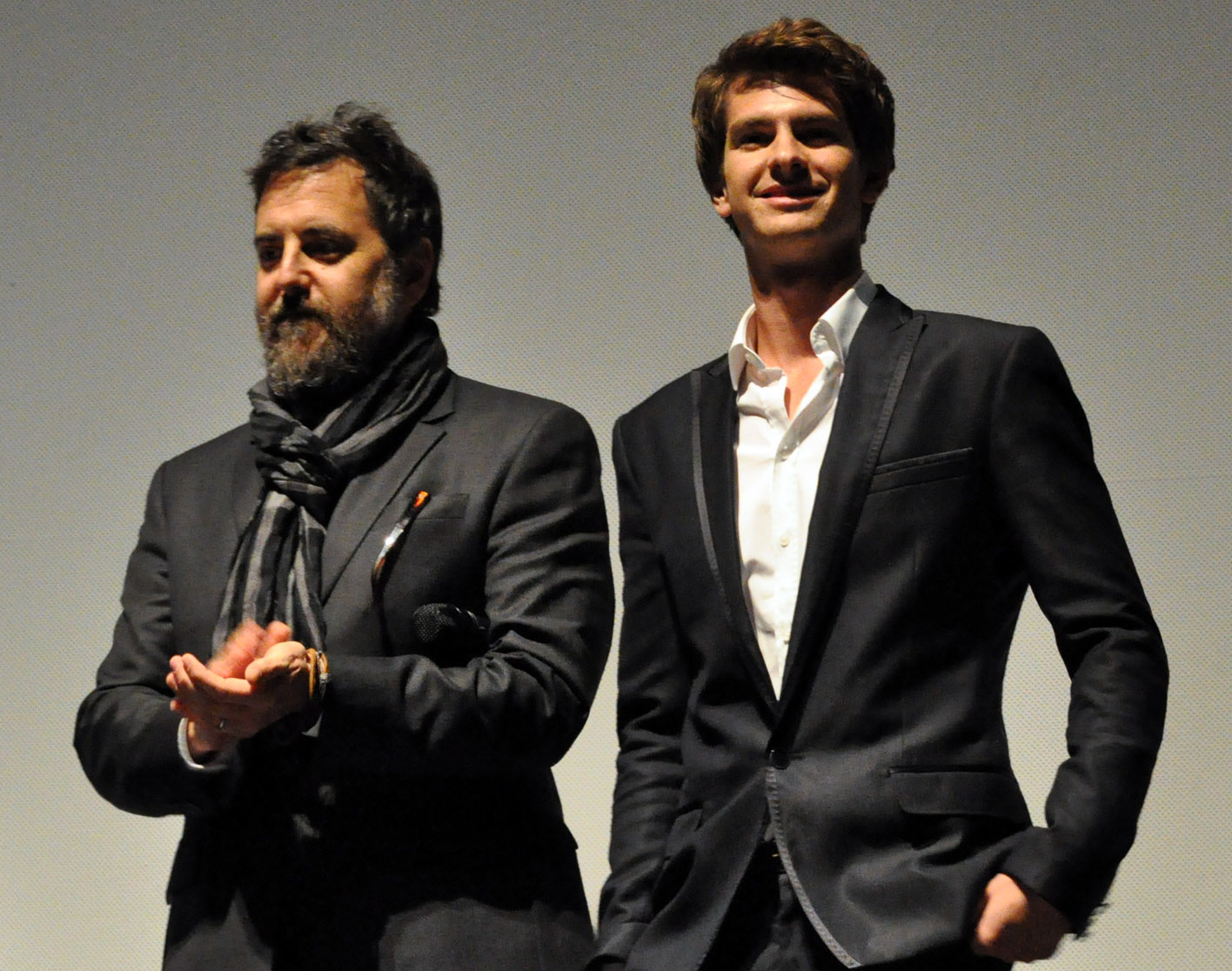
L'acteur aux côtés du réalisateur Mark Romanek à la première de Never Let Me Go au Festival international du film de Toronto 2010.

Andrew Garfield commence sa carrière de comédien en 2004. Il remporte un MEN Theatre Award pour sa performance dans Kes au Royal Exchange Theatre de Manchester (où il a également interprété Roméo et Juliette de Shakespeare l'année suivante), et également le prix de la révélation de l'année des Evening Standard Theatre Awards en 2006.[réf. nécessaire]
En octobre 2007, il est nommé numéro un des « 10 acteurs à voir » du magazine Variety. Le mois suivant, il figure dans le casting du drame Lions et Agneaux (Lions for Lambs), réalisé par Robert Redford, interprétant un étudiant américain. Il joue aussi le rôle principal du téléfilm de John Crowley, Boy A, diffusé à la télévision britannique sur Channel 4 (et sorti dans les salles françaises en 2009), et pour lequel il remporte le British Academy Television Award du meilleur acteur en 2008.
En 2009, il apparaît dans le film anglo-canado-français de Terry Gilliam L'Imaginarium du docteur Parnassus (The Imaginarium of Doctor Parnassus) et tient le premier rôle dans la trilogie de téléfilms policiers britanniques The Red Riding Trilogy.

#### Percée hollywoodienne
L'année 2010 va marquer un tournant dans sa carrière en juillet, il est choisi par les studios Sony, parmi une poignée d'autres acteurs pour incarner Peter Parker / Spider-Man dans le reboot du blockbuster Spider-Man, sous la direction de Marc Webb.
En septembre il va confirmer dans le drame indépendant Never Let Me Go de Mark Romanek adapté du roman de Kazuo Ishiguro, Auprès de moi toujours, puis le biopic The Social Network de David Fincher qui le lance définitivement. L'acteur se voit confier le rôle d'Eduardo Saverin, le meilleur ami du protagoniste interprété par Jesse Eisenberg. Le long-métrage est acclamé par la critique et fonctionne bien au box-office mondial avec 225 millions. Quant à la performance de l'acteur, elle est saluée par une nomination aux Golden Globes et aux BAFTA.

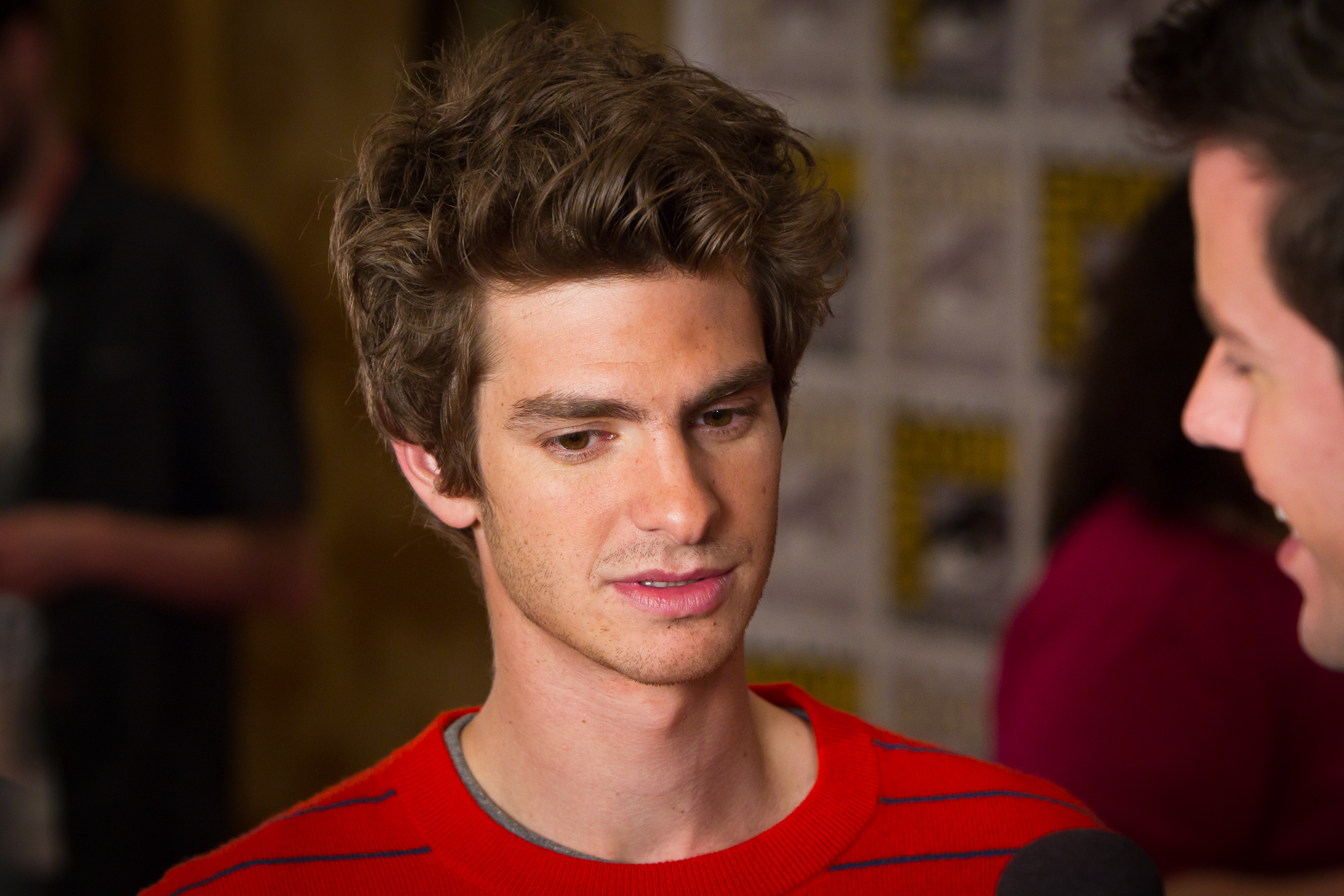
Andrew au San Diego Comic-Con 2011, pour la promotion de The Amazing Spider-Man.

L'année 2011 est occupée par le tournage de Spider-Man puis les répétitions d'une reprise de Mort d'un commis voyageur, la pièce d'Arthur Miller. Ces premiers pas sur les planches, dans le rôle de Biff Loman, ont lieu en février 2012, et sont couronnés d'une nomination aux Tony Awards. L'été suivant, il devient le nouveau Peter Parker. Les critiques sont bonnes, et le box-office positif. Mais la domination de Disney/Marvel sur les blockbusters de superhéros conduit Sony à concevoir une suite destinée à lancer plusieurs films.
En 2014, l'acteur incarne de nouveau l'homme-araignée dans The Amazing Spider-Man : Le Destin d’un Héros. Cette fois, les critiques sont mauvaises et le box-office américain décevant.

#### Cinéma indépendant et rôles à contre-emplois
Désireux de se débarrasser de l'étiquette "super-héros" qui peut lui coller à la peau, Andrew Garfield va commencer à se tourner à partir de 2015 vers des projets et des rôles à contre-emploi. C'est dans ce but qu'il accepte de jouer dans le drame indépendant 99 Homes face à Michael Shannon. Coécrit et réalisé par Ramin Bahrani , le film connaît un accueil critique excellent dans les festivals dès la fin de l'été 2014. Le film remporte par ailleurs le Grand Prix du jury du Festival de Deauville. Le film sort l'année suivante pour des questions d'agenda.

En février 2015, le studio Sony annule la production du troisième opus et met fin à sa collaboration avec l'acteur. Avec leur nouvel associé Marvel Studios, il est décidé une seconde fois de faire un reboot de la franchise, avec un nouveau film prévu pour 2017. Fin juin 2015, Tom Holland est annoncé comme le remplaçant d'Andrew Garfield dans le rôle-titre. Finalement, il pourra faire son retour dans le costume de Spiderman six ans plus tard dans Spider-Man: No Way Home, aux côtés des deux autres interprètes de ce rôle, Tom Holland et Tobey Maguire et ainsi conclure son arc narratif.

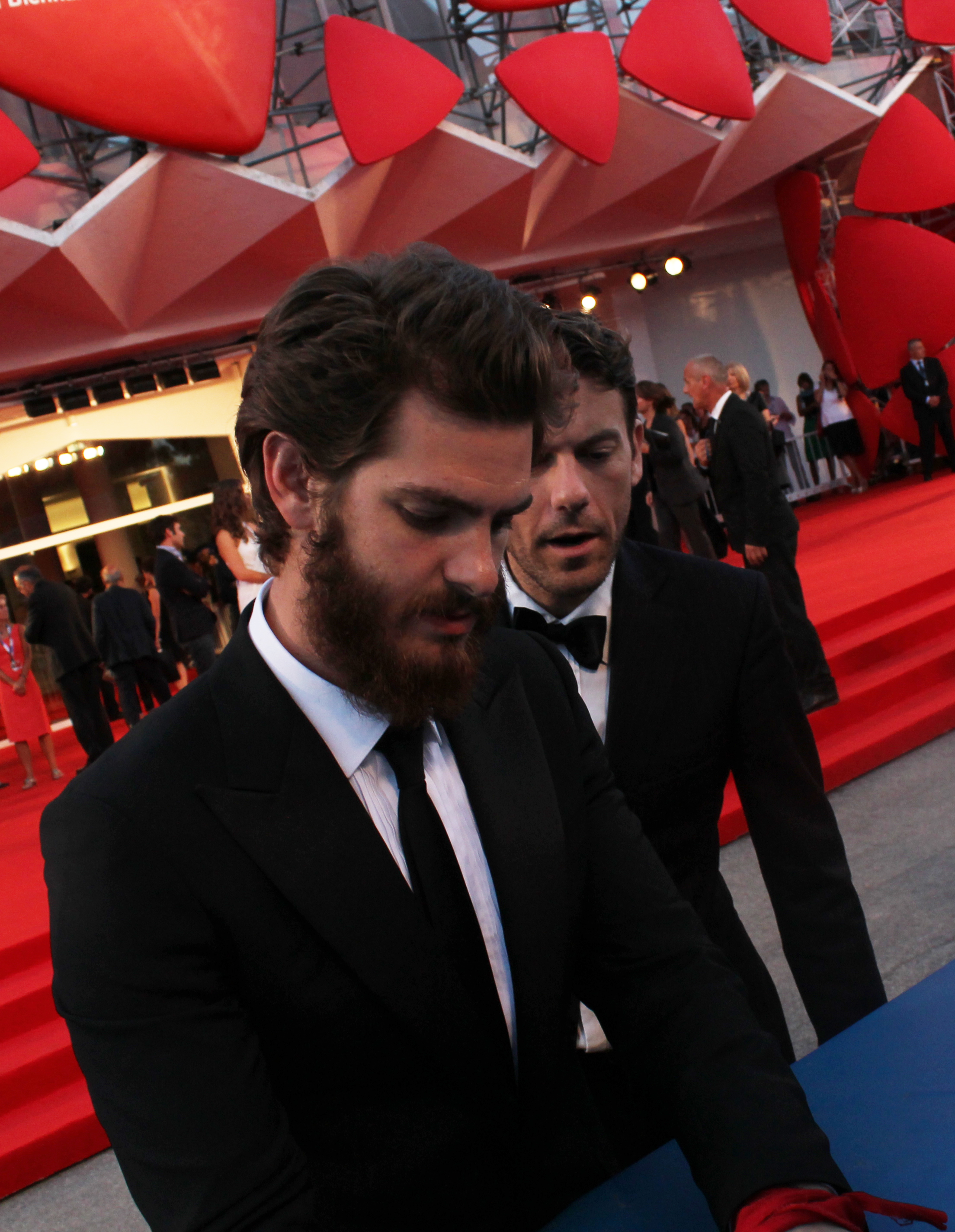
L'acteur à la première de 99 Homes à la Mostra de Venise 2014.

En 2016 Andrew Garfield joue le rôle principal du film de guerre Tu ne tueras point. Dans ce film, le comédien incarne le soldat Desmond T. Doss qui s'est opposé à l'armée américaine comme objecteur de conscience lors de la seconde guerre mondiale. Ce film marque le grand retour de Mel Gibson à la réalisation. Pour sa performance dans le film Garfield suit un entrainement sportif et alimentaire drastique.Il obtient une nomination au Golden Globe du meilleur acteur dans un film dramatique ainsi que sa première nomination aux Oscars comme meilleur acteur.
L'année suivante, il collabore avec le réalisateur Martin Scorsese sur la fresque historique et religieuse Silence dans lequel il incarne un prêtre jésuite qui part au Japon pour chercher son supérieur. Il remplace l'acteur Gael García Bernal à l'origine prévu pour le rôle. Dans ce film, le comédien partage l'affiche avec deux autres stars hollywoodiennes : Liam Neeson et Adam Driver. Projet de longue date du cinéaste, Silence mit plus de vingt ans à se monter. Pour son rôle, Andrew Garfield fit vœu de silence pendant une semaine avant de suivre une retraite spirituelle puis conclut sa préparation en lisant divers ouvrages du fondateur des jésuites : Ignace de Loyola.Malgré des critiques globalement positives dans la presse, le film est un échec commercial. Silence obtient cependant plusieurs distinctions dont une nomination à l'Oscar de la meilleure photographie.
Il joue ensuite le rôle de Robin Cavendish - handicapé ayant conçu avec son épouse les premières chaises respiratoires - dans le drame romantique et biographique Breathe. Ce film est le premier long-métrage en tant que réalisateur du scénariste et comédien Andy Serkis. Dans le film, Andrew Garfield partage l'affiche avec l'actrice Claire Foy alors très populaire grâce à la série The Crown. Le film reçoit des retours assez mauvais dans l'ensemble, même si l'alchimie entre Garfield et Foy est salué. En 2018, il tient le rôle principal du drame Under the Silver Lake, troisième long-métrage du cinéaste indépendant David Robert Mitchell, présenté en compétition au Festival de Cannes.
Après trois ans interrompus en raison de la pandémie Andrew Garfield revient avec de nombreux projets populaires. Outre Spider-Man: No Way Home, il incarne le compositeur Jonathan Larson dans le film Tick, Tick... Boom!, adaptation cinématographique de la comédie musicale du même nom, réalisé par le compositeur Lin-Manuel Miranda  et diffusé sur Netflix. Andrew Garfield pour le rôle pratique la danse et le chant pendant un an. Il rencontre également la famille de Larson, et lit plusieurs biographies. À sa sortie en salles, les critiques sont unanimes quant à sa performance. Le magazine Positif écrit ainsi que le film musical est porté par « dominée par l’interprétation ébouriffante d'Andrew Garfield. » ou encore Télérama : c'est « le rôle de sa vie ». Il remporte pour son interprétation le Golden Globe du meilleur acteur dans un film musical ainsi que sa seconde nomination à l'Oscar du meilleur acteur.
Il fait ensuite équipe avec l'actrice Jessica Chastain à l'occasion du biopic Dans les yeux de Tammy Faye qui revient sur l'ascension et la chute du couple de télé-évangélistes Tammy Faye et Jim Baker. Pour ce film, tous les deux se métamorphosent complètement physiquement, ayant entre 3 et 4 heures de maquillage par jour.[réf. nécessaire] Malgré de timides retours, Jessica Chastain décroche un Oscar.
En 2022, il est à l'affiche de la mini-série Sur ordre de Dieu, dont les épisodes sont réalisés par David Mackenzie. Il s'agit d'une adaptation du livre du même nom de Jon Krakauer.

### Vie privée
Depuis 2008, il est en couple avec l'actrice Shannon Woodward, dont il se sépare après trois ans en mai 2011.
En 2011, il entame une relation avec l'actrice Emma Stone rencontrée la même année sur le tournage du film The Amazing Spider-Man. Après avoir fait plusieurs mois de pause dans leur relation, le couple se sépare officiellement fin 2015,.
Andrew Garfield a également été en couple avec Alyssa Miller de juin 2021 à mars 2022.

## Théâtre
- 2004 : Mercy : Deccy, au théâtre de Soho
- 2004 : Kes : Billy, au Royal Exchange Theatre de Manchester
- 2005 : Le Projet Laramie (The Laramie Project) : plusieurs personnages, au Sound Theatre
- 2005 : Roméo et Juliette (Romeo and Juliette) : Roméo, au Royal Exchange Theatre de Manchester
- 2006 : Beautiful Thing : Billy, au Sound Theatre
- 2006 : Burn / Chatroom / Citizenship : Birdman / Jim / Stephen
- 2006 : The Overwhelming : Geoffrey
- 2012 : Mort d'un commis voyageur d'Arthur Miller à Broadway
- 2017 : Angels in America Part One: Millennium Approaches d'après Tony Kushner, réalisé et mise en scène par Marianne Elliott, au National Theatre de Londres : Prior Walter
- 2017 : Angels in America Part Two: Perestroika d'après Tony Kushner, réalisé et mise en scène par Marianne Elliott, au National Theatre de Londres : Prior Walter

## Filmographie

### Cinéma

#### Longs métrages
- 2007 : Boy A de John Crowley : Jack Burridge
- 2007 : Lions et Agneaux (Lions for Lambs) de Robert Redford : Todd Hayes
- 2009 : L'Imaginarium du docteur Parnassus (The Imaginarium of Doctor Parnassus) de Terry Gilliam : Anton
- 2010 : Auprès de moi toujours (Never Let Me Go) de Mark Romanek : Tommy
- 2010 : The Social Network de David Fincher : Eduardo Saverin
- 2012 : The Amazing Spider-Man de Marc Webb : Peter Parker / Spider-Man
- 2014 : The Amazing Spider-Man : Le Destin d’un Héros de Marc Webb : Peter Parker / Spider-Man
- 2014 : 99 Homes de Ramin Bahrani : Dennis Nash
- 2016 : Tu ne tueras point (Hacksaw Ridge) de Mel Gibson : Desmond T. Doss
- 2016 : Silence de Martin Scorsese : Père Sebastião Rodrigues
- 2017 : Breathe d'Andy Serkis : Robin Cavendish
- 2018 : Under the Silver Lake de David Robert Mitchell : Sam
- 2020 : Mainstream de Gia Coppola : Link
- 2021 : Dans les yeux de Tammy Faye (The Eyes of Tammy Faye) de Michael Showalter : Jim Bakker
- 2021 : Tick, Tick… Boom! de Lin-Manuel Miranda : Jonathan Larson
- 2021 : Spider-Man: No Way Home de Jon Watts : Peter Parker / Spider-Man (univers alternatif)
- 2023 : Spider-Man: Across the Spider-Verse de Joaquim Dos Santos, Kemp Powers et Justin K. Thompson : Peter Parker / Spider-Man (caméo, images d'archives)
- 2024 : L'Amour au présent (We Live in Time) de John Crowley : Tobias
- 2025 : After the Hunt de Luca Guadagnino : Henrik Gibson
- 2026 : Artificial de Luca Guadagnino : Sam Altman
- 2026 : The Rage de Paul Greengrass

#### Courts métrages
- 2005 : Mumbo Jumbo de Bevan Walsh : Simmo
- 2009 : Air de Luke Davies : Tom
- 2010 : I'm Here (en) de Spike Jonze : Sheldon

### Télévision

#### Téléfilms
- 2009 : The Red Riding Trilogy : 1974 (Red Riding : The Year of Our Lord 1974) de Julian Jarrold : Eddy Dunford
- 2009 : The Red Riding Trilogy : 1980 (Red Riding : The Year of Our Lord 1980) de James Marsh : Eddy Dunford
- 2009 : The Red Riding Trilogy : 1983 (Red Riding : The Year of Our Lord 1983) d'Anand Tucker : Eddy Dunford

#### Séries télévisées
- 1999 : Beverly Hills 90210 (S09E21) : le jeune surdoué
- 2005 : Sugar Rush : Tom
- 2006 : Simon Schama's Power of Art (en) : un garçon
- 2007 : Scotland Yard, crimes sur la Tamise (Trial & Retribution) : Martin Douglas
- 2007 : Doctor Who (S03E04 et S03E05) : Frank
- 2009 : Freezing (en) : Kit
- 2022 : Sur ordre de Dieu (Under the Banner of Heaven) : Détective Jeb Pyre

### Clip
- 2014 : Arcade Fire : We Exist

## Distinctions
Sauf indication contraire, les informations mentionnées dans cette section peuvent être confirmées par la base de données cinématographiques IMDb,  présente dans la section « Liens externes ».

### Récompenses
- British Academy Television Awards 2008 : meilleur acteur dans Boy A
- Hollywood Film Awards 2010 : 
  - meilleure révélation masculine dans The Social Network
  - meilleure distribution dans The Social Network
- London Film Critics Circle Awards 2010 : meilleur acteur britannique dans un second rôle de l'année pour The Social Network
- Phoenix Film Critics Society Awards 2010 : meilleure distribution dans The Social Network
- Festival international du film de Palm Springs 2011 : meilleure distribution dans The Social Network
- Festival international du film de Santa Barbara 2011 (Virtuoso Award) : meilleur acteur dans The Social Network
- Evening Standard British Film Awards 2011 :
  - meilleur acteur dans Never Let Me Go
  - meilleur acteur dans The Social Network
- Saturn Awards 2011 : meilleur acteur dans un second rôle pour Never Let Me Go
- Tony Awards 2018 : meilleur acteur dans une pièce pour Angels in America
- Golden Globes 2022 : meilleur acteur dans un film musical ou une comédie pour Tick, Tick… Boom!
- Satellite Awards 2022 : Meilleur acteur dans un film musical ou une comédie pour Tick, Tick... Boom!

### Nominations
- Broadcasting Press Guild Awards 2008 : meilleur acteur dans Boy A
- Royal Television Society Awards 2008 : meilleur acteur dans Boy A
- British Independent Film Awards 2010 : meilleur acteur dans un second rôle pour Never Let Me Go
- London Film Critics Circle Awards 2010 : meilleur acteur britannique de l'année dans Never Let Me Go
- Satellite Awards 2010 : meilleur acteur dans un second rôle pour The Social Network
- Boston Society of Film Critics 2010 : meilleur acteur dans un second rôle pour The Social Network
- Chicago Film Critics Association Awards 2010 : meilleur acteur dans un second rôle pour The Social Network
- Las Vegas Film Critics Society Awards 2010 : meilleur acteur dans un second rôle pour The Social Network
- Phoenix Film Critics Society Awards 2010 : meilleur acteur dans un second rôle pour The Social Network
- Washington D.C. Area Film Critics Association Awards 2010 : meilleur acteur dans un second rôle et de la meilleure distribution pour The Social Network
- San Diego Film Critics Society Awards 2011 : meilleure distribution pour The Social Network
- British Academy Film Award 2011 : meilleur acteur dans un second rôle
- Rising Star Awards 2011 : meilleur acteur dans The Social Network
- Central Ohio Film Critics Association Awards 2011 : meilleur acteur dans un second rôle et meilleure distribution pour The Social Network
- Critics' Choice Awards 2011 : meilleur acteur dans un second rôle et meilleure distribution pour The Social Network
- Golden Globe 2011 : meilleur acteur dans un second rôle pour The Social Network
- MTV Movie Awards 2011 : meilleur espoir et de la meilleure réplique[n 1] (avec Justin Timberlake) dans The Social Network
- Online Film Critics Society Awards 2011 : meilleur acteur dans un second rôle pour The Social Network
- Screen Actors Guild Award 2011 : meilleure distribution dans The Social Network
- Tony Awards 2012 : Tony Award du meilleur acteur dans un second rôle dans une pièce pour Death of a Salesman
- Teen Choice Awards 2014 : 
  - meilleur acteur dans un film de science fiction pour The Amazing Spider-Man : Le Destin d'un héros
  - meilleur baiser dans un film avec Emma Stone pour The Amazing Spider-Man : Le Destin d'un héros
- Oscars 2017 : meilleur acteur pour Tu ne tueras point
- British Academy Film Awards 2017 : meilleur acteur pour Tu ne tueras point
- Golden Globes 2017 : meilleur acteur dans un film dramatique pour Tu ne tueras point
- Screen Actors Guild Awards 2017 : meilleur acteur pour Tu ne tueras point
- Critics' Choice Movie Award 2022 : meilleur acteur pour Tick, Tick… Boom!
- AACTA International Award 2022 (en) : meilleur acteur pour Tick, Tick… Boom!
- Oscars 2022 : meilleur acteur pour Tick, Tick… Boom!
- Golden Globes 2023 : Meilleur acteur dans une mini-série ou un téléfilm pour Sur ordre de Dieu

## Voix francophones
En version française, à ses débuts Andrew Garfield a été doublé par Aurélien Ringelheim dans les séries Sugar Rush et Doctor Who, Taric Mehani dans Boy A et Donald Reignoux dans Lions et Agneaux. Par la suite, l'acteur a été doublé par Vincent de Boüard (L'Imaginarium du docteur Parnassus), par Cédric Dumond (dans les trois téléfilms The Red Riding Trilogy), ainsi qu'à deux reprises par Julien Bouanich (Never Let Me Go et The Social Network).
Puis, Donald Reignoux devient à partir du film The Amazing Spider-Man la voix française régulière de l'acteur, le retrouvant notamment dans  Tu ne tueras point, Silence, Breathe, Mainstream ou encore Tick, Tick… Boom!. Exceptionnellement, Olivier Brun lui prête sa voix dans 99 Homes et Julien Chettle dans Under the Silver Lake.
En version québécoise, Gabriel Lessard est la voix régulière de l'acteur (dont Le Réseau social, les films L'Extraordinaire Spider-Man 1 et 2, Éviction, Hacksaw Ridge, Silence, etc.). À titre exceptionnel, Claude Gagnon le double dans L'Imaginarium du docteur Parnassus.
Version française
Donald Reignoux : The Amazing Spider-Man 1 et 2, Tu ne tueras point, Silence, Mainstream, Tick, Tick... Boom!…, etc.
Version québécoise
Note : La liste indique les titres québécois.
Gabriel Lessard : Le Réseau social, L'Extraordinaire Spider-Man 1 et 2, Éviction, Hacksaw Ridge…, etc.